# کارلسهورشت
کارلسهورشت (به آلمانی: Berlin-Karlshorst) یک منطقهٔ مسکونی در آلمان است که در لیشتنبرگ واقع شده‌است. کارلسهورشت ۲۱٬۰۵۷ نفر جمعیت دارد.
قراد داد تسلیم بی قید و شرط آلمان توسط فیلد مارشال ویلهم کایتل در تاریخ ۸ مه ۱۹۴۵ در مکان امضا گردید.،ا
این روز در کشور های اروپایی غربی به ویژه در لندن پایتخت بریتانیا به عنوان روز پیروزی جشن گرفته میشود.
اما بخاطر اختلاف زمانی در مسکو روز ۹ می به عنوان روز پیروزی در نظر گرفته میشود.